# جوی‌راید (فیلم ۱۹۷۷)
جوی‌راید (به انگلیسی: Joyride) یک فیلم سینمایی آمریکایی ماجراجویانه به کارگردانی جوزف روبن محصول سال ۱۹۷۷ است.

## بازیگران اصلی
| بازیگر           | نقش           |
| ---------------- | ------------- |
| دسی آرناز جونیور | اسکات         |
| رابرت کارادین    | جان           |
| ملانی گریفیث     | سوزی          |
| آنا لوکارت       | سیندی یانگ    |
| تام لیگن         | سندرز         |
| کلیف لنز         | هندرسون       |
| رابرت لوپر       | سیمون ویلیامز |
| دایانا گریف      | روندا         |

## تولید
این فیلم در راسلین، واشینگتن و گرانیت فالز، واشینگتن و روی پل کانال هود فیلمبرداری شده‌است.